# Куру (Ида-Вирумаа)
Куру (эст. Kuru) — деревня в волости Алутагузе уезда Ида-Вирумаа, Эстония. До 2017 года входила в состав ныне упразднённой волости Ийзаку.

## География
Деревня находится в южной части уезда, в пределах низменности Алутагузе, на северном берегу Чудского озера, при автодороге 13111, на расстоянии примерно 36 километров (по прямой) к юго-юго-западу (SSW) от посёлка Йыхви, административного центра уезда. Абсолютная высота — 28 метров над уровнем моря.
Климат деревни характеризуется как переходный от умеренно-морского к умеренно континентальному (Dfb в классификации климатов Кёппена).

## Население
По данным переписи населения 2011 года, в деревне проживало 42 человека (20 мужчин и 22 женщины), из которых эстонцы составляли 73,8 %.
Население деревни по возрастному диапазону распределилось следующим образом: 14,3 % — жители младше 18 лет, 57,1 % — между 18 и 65 годами и 28,6 % — в возрасте старше 65 лет.